# Geschäftseinheit (Recht)
Eine Geschäftseinheit liegt nach deutschem Recht vor, wenn nach dem Willen der Parteien mehrere selbständige Rechtsgeschäfte auf einen einheitlichen Zweck bezogen sind.
Eine die Geschäftseinheit betreffende gesetzliche Regelung findet sich in § 139 BGB. Es handelt sich dabei um eine Ausnahme zum Grundsatz, dass eine nichtige Klausel eine wirksame Klausel nicht unwirksam macht (utile per inutile non vitiatur).
So können beispielsweise ein Grundstückskaufvertrag und ein Baubetreuungsvertrag miteinander verbunden werden. Ist der Grundstückskaufvertrag in diesem Falle unwirksam, ist auch der Baubetreuungsvertrag unwirksam. Auch können Verträge über Hard- und Software miteinander verbunden werden, wenn beide Verträge miteinander stehen und fallen sollen.

## Auswirkungen auf das Abstraktionsprinzip
Bedeutung kann die Geschäftseinheit insbesondere dadurch erlangen, dass nach dem Willen beider Parteien das Kausalgeschäft (Verpflichtungsgeschäft) und das Erfüllungsgeschäft (Verfügungsgeschäft) miteinander verbunden werden sollen. Dies führt dazu, dass der im deutschen Zivilrecht geltende Grundsatz des Trennungs- und Abstraktionsprinzips durchbrochen wird. Von daher wird die Anwendbarkeit des § 139 BGB und damit die Möglichkeit der Fassung beider Geschäfte zu einer Geschäftseinheit von Teilen der Literatur abgelehnt. Die ständige Rechtsprechung hingegen bejaht die Anwendbarkeit. Begründet wird dies unter anderem damit, dass der Parteiwille zivilrechtlich grundsätzlich Vorrang zu Rechtsprinzipien haben muss.
Erforderlich sind jedoch nach der Rechtsprechung ein eindeutiger Parteiwille bzw. konkrete Anhaltspunkte und nicht nur ein praktisch immer bestehender wirtschaftlicher Zusammenhang beider Rechtsgeschäfte. Aus diesem Grund hat die Geschäftseinheit in dieser Konstellation eine geringe praktische Relevanz, denn zumindest in den Fällen, in denen ein eindeutiger Parteiwille anzunehmen ist, besteht ein Bedingungszusammenhang gemäß § 158 BGB.
Nach dem beispielsweise in Österreich geltenden Kausalprinzip hängt die Wirksamkeit des Erfüllungsgeschäfts stets von der Wirksamkeit des zugrundeliegenden Kausalgeschäfts ab.